# Distretto di Chorweiler
Il distretto di Chorweiler è il sesto distretto urbano (Stadtbezirk) di Colonia.
Il quartiere fu creato negli anni '70 ed ha la più bassa densità di popolazione a Colonia e molte aree sono ancora molto rurali.

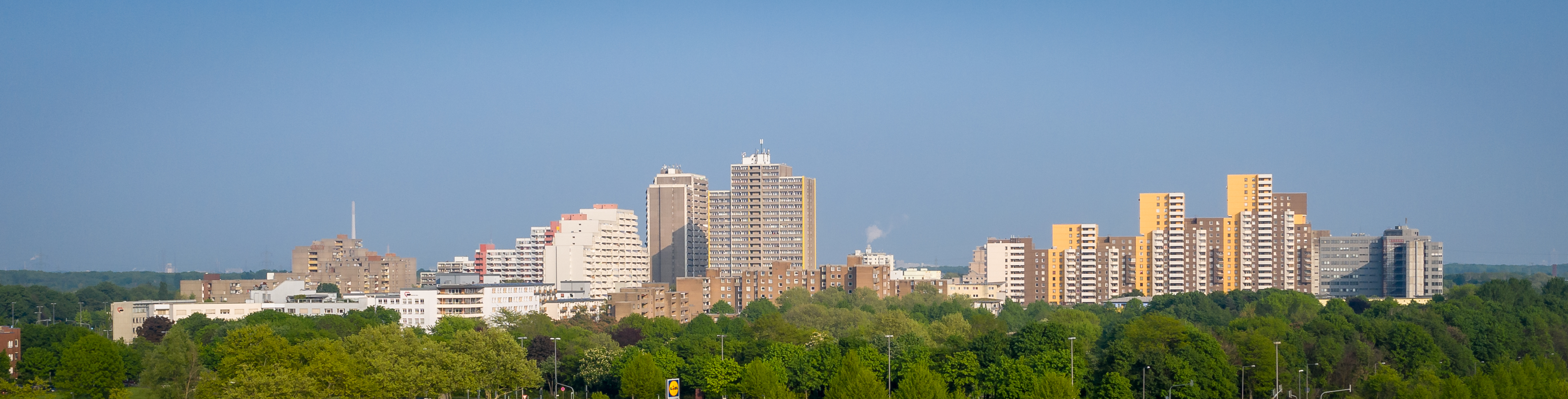
Panorama (2019)

## Suddivisione amministrativa
Il distretto urbano di Chorweiler è diviso in 12 quartieri (Stadtteil):
| #                                                 | Quartiere            | Popolazione (2009) | Superficie (km²) | Densità | mappa                   |
| ------------------------------------------------- | -------------------- | ------------------ | ---------------- | ------- | ----------------------- |
| 601                                               | Merkenich            | 5681               | 12.2             | 466     | Quartieri di Chorweiler |
| 602                                               | Fühlingen            | 2103               | 4.94             | 426     | Quartieri di Chorweiler |
| 603                                               | Seeberg              | 11303              | 1.78             | 6347    | Quartieri di Chorweiler |
| 604                                               | Heimersdorf          | 5859               | 1.75             | 3357    | Quartieri di Chorweiler |
| 605                                               | Lindweiler           | 3487               | 1.16             | 3014    | Quartieri di Chorweiler |
| 606                                               | Pesch                | 7621               | 2.83             | 2689    | Quartieri di Chorweiler |
| 607                                               | Esch/Auweiler        | 6455               | 7.61             | 848     | Quartieri di Chorweiler |
| 608                                               | Volkhoven/Weiler     | 6016               | 4.35             | 1382    | Quartieri di Chorweiler |
| 609                                               | Chorweiler           | 12986              | 1.92             | 6766    | Quartieri di Chorweiler |
| 610                                               | Blumenberg           | 5894               | 3.22             | 1829    | Quartieri di Chorweiler |
| 611                                               | Roggendorf/Thenhoven | 3839               | 13.8             | 279     | Quartieri di Chorweiler |
| 612                                               | Worringen            | 9215               | 11.7             | 786     | Quartieri di Chorweiler |
| source: Die Kölner Stadtteile in Zahlen 2010 (DE) |                      |                    |                  |         |                         |